# 937
Cette page concerne l'année 937  du calendrier julien.  Pour le nombre 937, voir 937 (nombre).
L'année 937 est une année commune qui commence un dimanche.

## Événements
- Février : Louis d'Outremer renonce à la protection d’Hugues le Grand et se rend à Laon où il reçoit sa mère, Edwige de Wessex, venue d'Angleterre. Après le départ du roi, Hugues fait la paix avec Herbert II de Vermandois, qui en profite pour reprendre Château-Thierry[1].

- 24 mars : les Hongrois, chassés de Saxe par Otton Ier, s'avancent à travers la Lorraine et la Champagne et arrivent devant Sens. Ils passent la Loire et pillent le Berry. Ebbon, seigneur de Déols, les repousse mais est tué près d'Orléans. Ils se dirigent ensuite vers l'Aquitaine jusqu'à l'Atlantique puis ravagent la Bourgogne (incendie de Bèze) et passent en Italie où ils pillent Capoue et menacent Naples ; attaqués sur le chemin du retour ils perdent de nombreux hommes et une partie du butin[1],[2].

- 11 juillet : à la mort du roi d’Arles et de Bourgogne Rodolphe II, son fils Conrad III « le Pacifique » lui succède (fin du règne en 993). Hugues d'Arles passe les Alpes et entre en Transjurane[3].
- 14 juillet : à la mort d'Arnulf le Mauvais, son fils Eberhard devient duc de Bavière ; il refuse de prêter hommage à Otton Ier qui le dépose et donne le duché à son oncle Berthold[4].

- 21 septembre : fondation du monastère de Saint-Maurice à Magdebourg par Otton Ier de Germanie[5] (évêché en 955). Otton tient une diète à Magdebourg qui  condamne le duc de Franconie Eberhard, qui s'est emparé indument de fiefs appartenant à ses vassaux, à une amende de 100 talents et ses complices à la peine du Harnescar (porter un chien sur les épaules sur une certaine distance)[4].

- 3 décembre : à la mort de Siegfried de Mersebourg, son frère Gero Ier « le Grand » devient margrave du territoire bordant une région occupée par les Wendes sur le cours inférieur de la Saale (Marca Geronis). Thankmar, demi-frère d'Otton Ier qui revendique la marche, se révolte[6].
- 12 décembre : Hugues d'Arles est à Colombier-sur-Morges, où il épouse Berthe de Souabe, veuve de Rodolphe II de Bourgogne. Il fiance son fils Lothaire avec Adélaïde, fille de Rodolphe et Berthe[3].

- Fondation du royaume de Dali, en Chine, par Duan Siping[7].
- Bataille de Brunanburh : le roi anglais Æthelstan remporte une victoire décisive sur ses adversaires, le roi de Dublin Olaf Gothfrithson, le roi des Scots Constantin II et le roi du Strathclyde Owain ap Dyfnwal[8].
- Début de la révolte des Arabes de Sicile contre les Fatimides (937-941), favorisée par les Byzantins, qui envoient du blé aux rebelles. Les incursions sarrasines sur les côtes d’Italie cessent[9].
- Après avoir débarqué à Dol en 936, le chef breton Alain Barbetorte, exilé avec le roi Louis à la cour d'Æthelstan, reprend Nantes aux Normands[10]. Il prend le titre de duc de Bretagne (fin en 952).
- Bernuin, moine de Saint-Crépin, est ordonné évêque de Senlis au début de l'année. Transmar est ordonné évêque de Noyon après la mort de Walbert. Guy devient évêque de Soissons après la mort d'Abbon[11].
- Hedwige, fille du roi Henri Ier de Germanie, épouse Hugues le Grand, « duc des Francs »[12].